# Saison 2012 de l'équipe cycliste BMC Racing
La saison 2012 de l'équipe cycliste BMC Racing est la sixième de cette équipe, lancée en 2007, et la deuxième avec une licence UCI World Tour.
Cette saison voit l'arrivée dans l'effectif de Philippe Gilbert, no 1 mondial en 2011, et Thor Hushovd, champion du monde sur route 2010. Outre ces deux leaders pour les classiques, l'équipe compte Cadel Evans, vainqueur du Tour de France 2011, Alessandro Ballan, Greg Van Avermaet et George Hincapie. Les leaders ne sont cependant pas aux niveaux espérés et les résultats sont décevants : BMC Racing ne remporte ni classique ni course par étapes de l'UCI World Tour. Toutefois, Gilbert, retrouvant sa forme en fin de saison, décroche le titre de champion du monde sur route avec l'équipe de Belgique. Les jeunes coureurs américains Taylor Phinney et Tejay van Garderen ont montré qu'ils pourraient être des leaders durant les années à venir, le premier en gagnant la première étape du Tour d'Italie, le second en terminant meilleur jeune et cinquième du Tour de France.

## Préparation de la saison 2012

### Arrivées et départs
| Arrivées         | Équipe 2011        |
| ---------------- | ------------------ |
| Adam Blythe      | Omega Pharma-Lotto |
| Steve Cummings   | Sky                |
| Philippe Gilbert | Omega Pharma-Lotto |
| Thor Hushovd     | Garmin-Cervélo     |
| Klaas Lodewyck   | Omega Pharma-Lotto |
| Marco Pinotti    | HTC-Highroad       |

| Départs            | Équipe 2012         |
| ------------------ | ------------------- |
| Chris Barton       | Bissell             |
| Chad Beyer         | Competitive Racing  |
| Chris Butler       | Champion System     |
| Alexander Kristoff | Katusha             |
| Karsten Kroon      | Saxo Bank           |
| Jeff Louder        | UnitedHealthcare    |
| John Murphy        | Kenda-5 Hour Energy |
| Simon Zahner       | EKZ Racing          |

## Coureurs et encadrement technique

### Effectif
| Cycliste           | Date de naissance | Nationalité | Équipe 2011                         |
| ------------------ | ----------------- | ----------- | ----------------------------------- |
| Alessandro Ballan  | 6 novembre 1979   | Italie      | BMC Racing                          |
| Adam Blythe        | 1er octobre 1989  | Royaume-Uni | Omega Pharma-Lotto                  |
| Brent Bookwalter   | 16 février 1984   | États-Unis  | BMC Racing                          |
| Marcus Burghardt   | 30 juin 1983      | Allemagne   | BMC Racing                          |
| Steve Cummings     | 19 mars 1981      | Royaume-Uni | Sky                                 |
| Yannick Eijssen    | 26 juin 1989      | Belgique    | BMC Racing                          |
| Cadel Evans        | 14 février 1977   | Australie   | BMC Racing                          |
| Mathias Frank      | 9 décembre 1986   | Suisse      | BMC Racing                          |
| Philippe Gilbert   | 5 juillet 1982    | Belgique    | Omega Pharma-Lotto                  |
| George Hincapie,   | 29 juin 1973      | États-Unis  | BMC Racing                          |
| Thor Hushovd       | 18 janvier 1978   | Norvège     | Garmin-Cervélo                      |
| Martin Kohler      | 17 juillet 1985   | Suisse      | BMC Racing                          |
| Klaas Lodewyck     | 24 mars 1988      | Belgique    | Omega Pharma-Lotto                  |
| Amaël Moinard      | 2 février 1982    | France      | BMC Racing                          |
| Steve Morabito     | 30 janvier 1983   | Suisse      | BMC Racing                          |
| Taylor Phinney     | 27 juin 1990      | États-Unis  | BMC Racing                          |
| Marco Pinotti      | 25 février 1976   | Italie      | HTC-Highroad                        |
| Manuel Quinziato   | 30 octobre 1979   | Italie      | BMC Racing                          |
| Timothy Roe        | 28 octobre 1989   | Australie   | BMC Racing                          |
| Mauro Santambrogio | 7 octobre 1984    | Italie      | BMC Racing                          |
| Ivan Santaromita   | 30 avril 1984     | Italie      | BMC Racing                          |
| Michael Schär      | 29 septembre 1986 | Suisse      | BMC Racing                          |
| Johann Tschopp     | 1er juillet 1982  | Suisse      | BMC Racing                          |
| Greg Van Avermaet  | 17 mai 1985       | Belgique    | BMC Racing                          |
| Tejay van Garderen | 12 août 1988      | États-Unis  | HTC-Highroad                        |
| Danilo Wyss        | 26 août 1985      | Suisse      | BMC Racing                          |
| Stagiaire          | Date de naissance | Nationalité | Équipe 2012                         |
| Mathias Flückiger  | 27 septembre 1988 | Suisse      | Trek World Racing                   |
| Lawrence Warbasse  | 28 juin 1990      | États-Unis  | BMC-Hincapie Sportswear Development |

## Bilan de la saison

### Victoires
| Date       | Course                                               | Pays       | Classe | Vainqueur          |
| ---------- | ---------------------------------------------------- | ---------- | ------ | ------------------ |
| 24/03/2012 | 2e étape du Critérium international                  | France     | 2.HC   | Cadel Evans        |
| 25/03/2012 | Classement général du Critérium international        | France     | 2.HC   | Cadel Evans        |
| 17/04/2012 | 1re étape du Tour du Trentin                         | Italie     | 2.HC   | BMC Racing         |
| 29/04/2012 | Tour de Toscane                                      | Italie     | 1.1    | Alessandro Ballan  |
| 05/05/2012 | 1re étape du Tour d'Italie                           | Italie     | WT     | Taylor Phinney     |
| 27/05/2012 | 21e étape du Tour d'Italie                           | Italie     | WT     | Marco Pinotti      |
| 04/06/2012 | 1re étape du Critérium du Dauphiné                   | France     | WT     | Cadel Evans        |
| 24/06/2012 | Championnat de Suisse sur route                      | Suisse     | CN     | Martin Kohler      |
| 07/07/2012 | 7e étape du Tour d'Autriche                          | Autriche   | 2.HC   | Marco Pinotti      |
| 01/08/2012 | 1re étape de Paris-Corrèze                           | France     | 2.1    | Adam Blythe        |
| 12/08/2012 | 7e étape de l'Eneco Tour                             | Belgique   | WT     | Alessandro Ballan  |
| 12/08/2012 | 5e étape du Tour de l'Utah                           | États-Unis | 2.1    | Johann Tschopp     |
| 13/08/2012 | Classement général du Tour de l'Utah                 | États-Unis | 2.1    | Johann Tschopp     |
| 21/08/2012 | 2e étape du Tour du Colorado                         | États-Unis | 2.HC   | Tejay van Garderen |
| 26/08/2012 | 9e étape du Tour d'Espagne                           | Espagne    | WT     | Philippe Gilbert   |
| 26/08/2012 | 7e étape du Tour du Colorado                         | États-Unis | 2.HC   | Taylor Phinney     |
| 31/08/2012 | 13e étape du Tour d'Espagne                          | Espagne    | WT     | Steve Cummings     |
| 07/09/2012 | 19e étape du Tour d'Espagne                          | Espagne    | WT     | Philippe Gilbert   |
| 02/10/2012 | Binche-Tournai-Binche - Mémorial Frank Vandenbroucke | Belgique   | 1.1    | Adam Blythe        |
| 13/10/2012 | 5e étape du Tour de Pékin                            | Chine      | WT     | Steve Cummings     |

### Résultats sur les courses majeures
Les tableaux suivants représentent les résultats de l'équipe dans les principales courses du calendrier international (les cinq classiques majeures et les trois grands tours). Pour chaque épreuve est indiqué le meilleur coureur de l'équipe, son classement ainsi que les accessits glanés par BMC Racing sur les courses de trois semaines.

#### Classiques
| Classique            | Milan-San Remo         | Tour des Flandres      | Paris-Roubaix          | Liège-Bastogne-Liège   | Tour de Lombardie       |
| -------------------- | ---------------------- | ---------------------- | ---------------------- | ---------------------- | ----------------------- |
| Coureur (classement) | Alessandro Ballan (8e) | Alessandro Ballan (3e) | Alessandro Ballan (3e) | Philippe Gilbert (16e) | Mauro Santambrogio (4e) |

#### Grands tours
| Grand tour           | Tour d'Italie                                          | Tour de France                                    | Tour d'Espagne                                                |
| -------------------- | ------------------------------------------------------ | ------------------------------------------------- | ------------------------------------------------------------- |
| Coureur (classement) | Johann Tschopp (14e)                                   | Tejay van Garderen (5e)                           | Steve Morabito (35e)                                          |
| Accessits            | 2 victoires d'étapes (Taylor Phinney et Marco Pinotti) | Classement du meilleur jeune (Tejay van Garderen) | 3 victoires d'étapes (Philippe Gilbert (2) et Steve Cummings) |

### Classement UCI
L'équipe BMC Racing termine à la septième place du World Tour avec 917 points. Ce total est obtenu par l'addition des 170 points amenés par la 2e place du championnat du monde du contre-la-montre par équipes et des points des cinq meilleurs coureurs de l'équipe au classement individuel que sont Cadel Evans, 24e avec 182 points, Alessandro Ballan, 27e avec 172 points, Tejay van Garderen, 32e avec 160 points, Greg Van Avermaet, 42e avec 121 points, et Philippe Gilbert, 46e avec 112 points,.
| Rang | Coureur            | Points |
| ---- | ------------------ | ------ |
| 24   | Cadel Evans        | 182    |
| 27   | Alessandro Ballan  | 172    |
| 32   | Tejay van Garderen | 160    |
| 42   | Greg Van Avermaet  | 121    |
| 46   | Philippe Gilbert   | 112    |
| 63   | Mauro Santambrogio | 82     |
| 118  | Taylor Phinney     | 22     |
| 119  | Steve Cummings     | 22     |
| 132  | Johann Tschopp     | 18     |
| 136  | Marco Pinotti      | 17     |
| 206  | Mathias Frank      | 2      |
| 227  | Thor Hushovd       | 1      |
| 237  | Ivan Santaromita   | 1      |
| 244  | Klaas Lodewyck     | 1      |
| 247  | Adam Blythe        | 1      |